# Canyís
|  | Per a altres significats, vegeu «senill». |

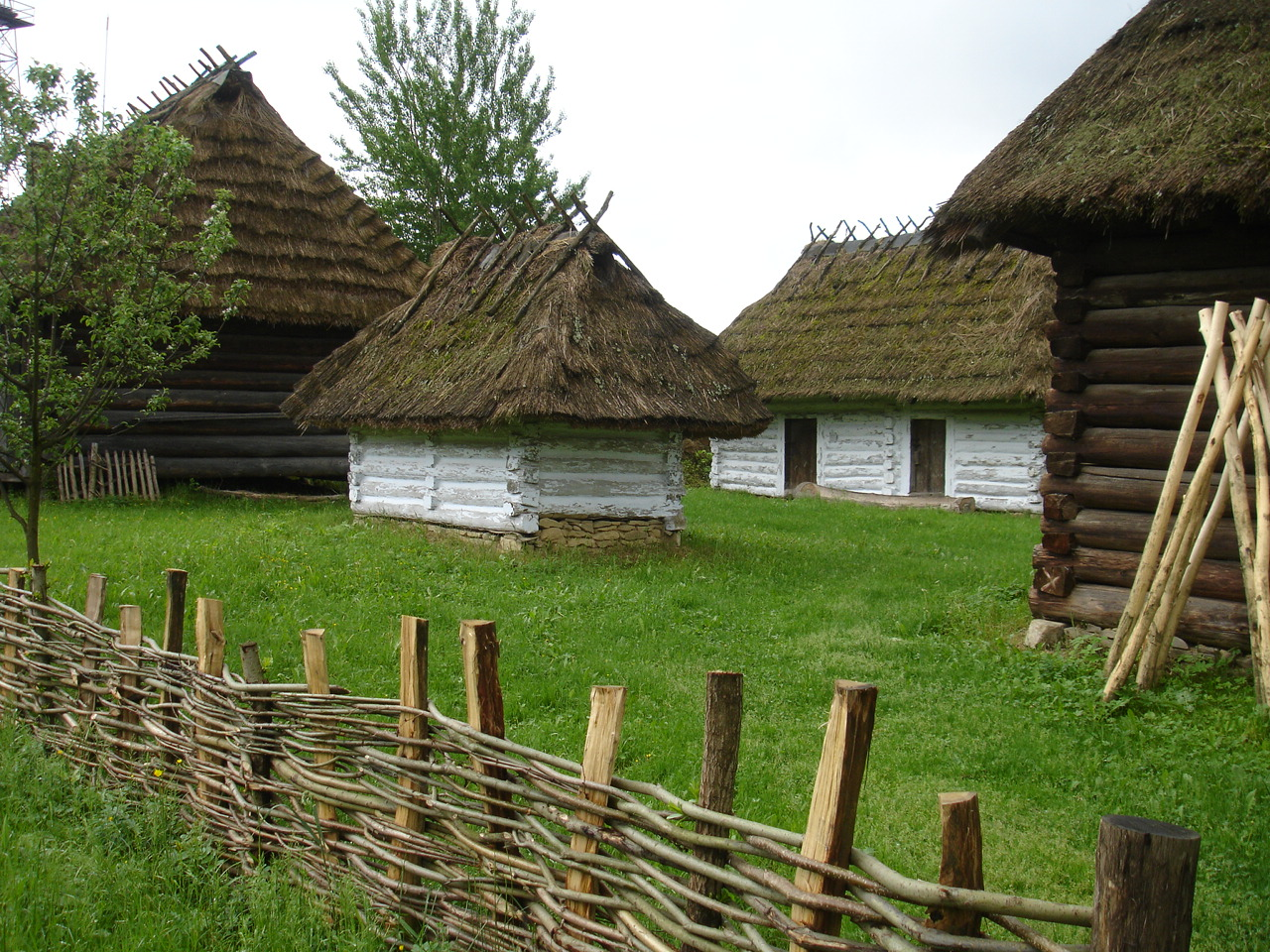
Una tanca de canyís en el museu a l'aire lliure Sanok-Skansen a Polònia.

El canyís o canyissa, és un material de construcció lleuger fet teixint branques primes (ja siguin senceres o, més habitualment, esqueixades) o llistons verticals entre estaques per formar una xarxa teixida. Ha estat generalment usat per fer tanques per delimitar el terreny o el maneig del bestiar. El canyís pot fabricar-se com a panells solts, amb espais entre cada armadura de fusta per fer panells de farciment, o pot ser feta in situ per formar el conjunt d'una tanca o paret. La tècnica es remunta a temps neolítics.

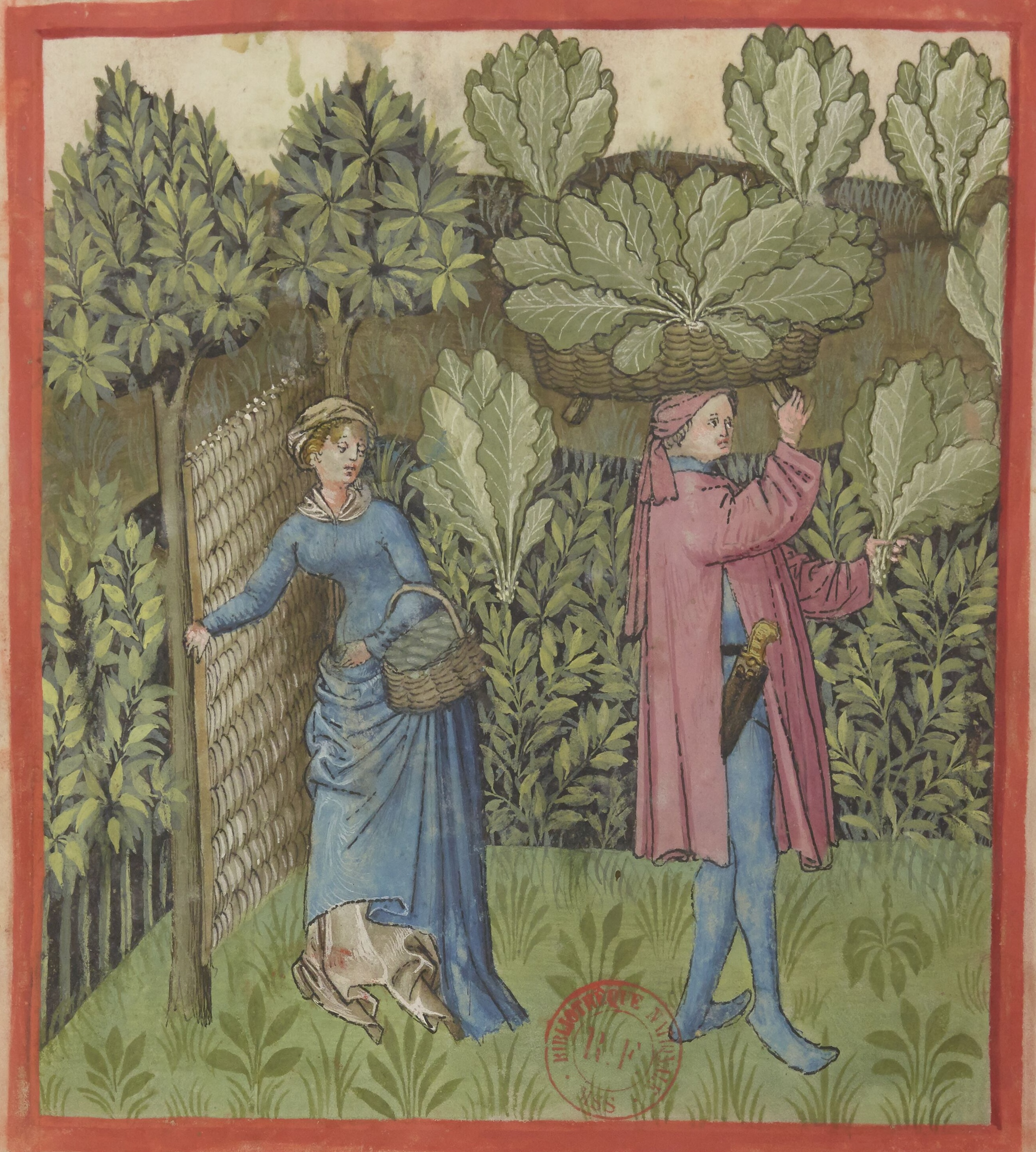
Una porta de canyís teixit manté als animals fora del camp de cols (Tacuinum Sanitatis,, Rouen).

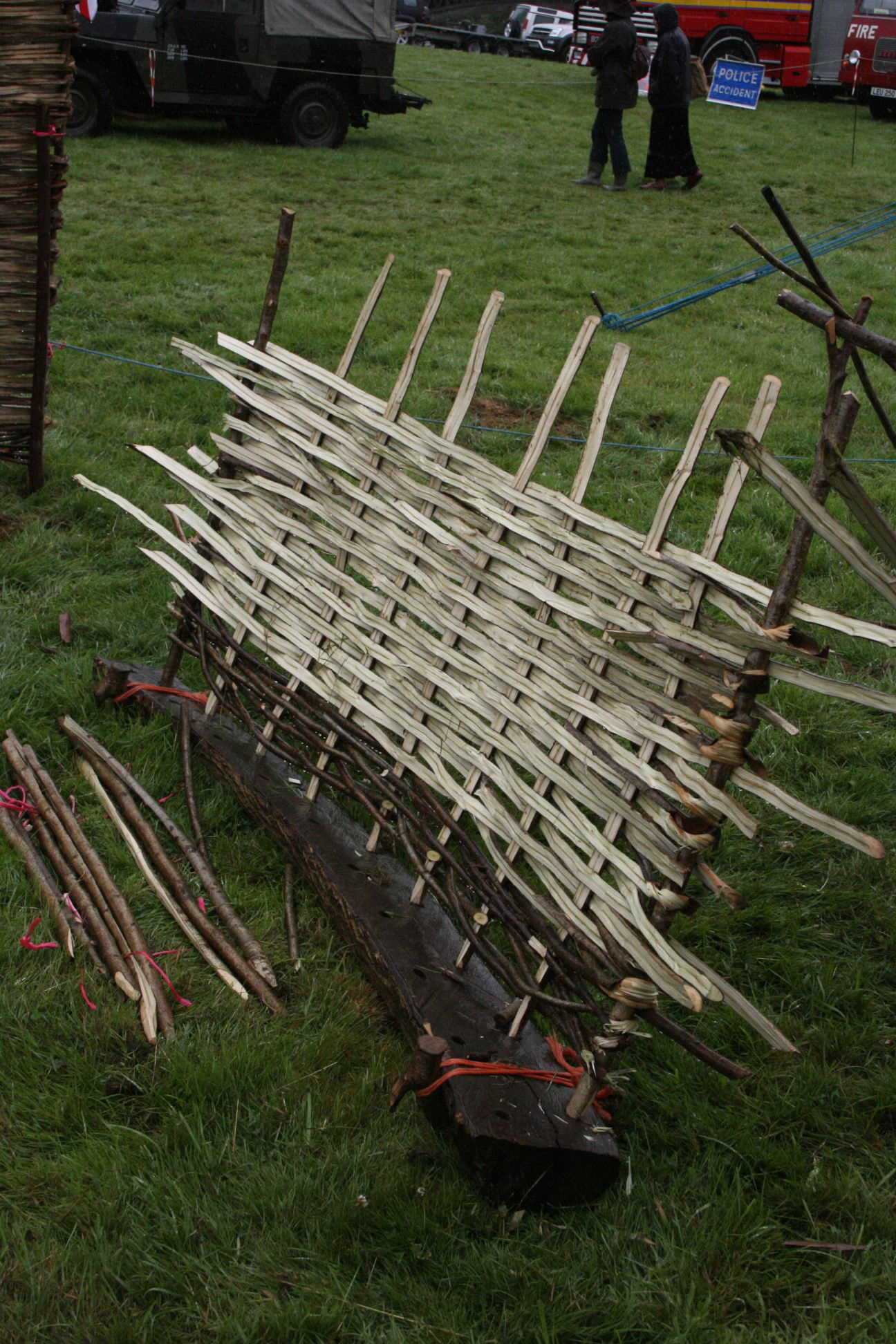
Una tanca mòbil de canyís en fase de construcció.

S'utilitza per conformar la subestructura del bahareque, un material de construcció compost utilitzat per a la fabricació de murs, en els quals el canyís s'empastifa amb un material aglutinant, generalment amb algun o alguns dels següents materials: fang, argila, sorra, fem o palla. El bahareque s'ha utilitzat durant almenys sis mil anys, i encara és un important material de construcció en moltes parts del món. Aquest procés és similar al material més modern de llistons i guix, un material de construcció comuna per a superfícies de parets i sostres, en els quals es cobreixen una sèrie de tires de fusta clavades amb guix allisat en una superfície plana. Molts edificis històrics inclouen la construcció de tova i fang, i la tècnica és cada vegada més popular a les zones més desenvolupades de baix impacte, tècnica de construcció sostenible.

## Panells quadrats
Els panells quadrats són panells grans i amples utilitzats com barrera mòbil o panells de construcció en alguns tipus de cases antigues d'estructura de fusta. Tenen una forma quadrada, encara que de vegades són triangulars per donar cabuda a arcs de reforç o elements decoratius. Aquest estil requereix que el canyís tingui barbes perquè el fang agafi millor.
Per inserir el canyís en un panell quadrat calen diversos passos. En primer lloc, una sèrie de forats uniformement espaiats cal que estiguin perforats al llarg de la meitat de la cara interior de cada fusta superior. A continuació, una ranura contínua que es talla al llarg del centre de cada cara interior de la fusta inferior en cada panell. Fustes fines verticals, conegudes com a bastons, s'insereixen i aquests sostenen el panell sencer dins de l'estructura de fusta. Els bastons es col·loquen en els forats i, a continuació dins les ranures. Han de ser col·locats amb suficient espai per permetre teixir els canyissos flexibles entrecreuats en 90 graus.